# Lhodrag Khenchen Namkha Gyeltshen
| Tibetische Bezeichnung                                            |
| ----------------------------------------------------------------- |
| Wylie-Transliteration: lho brag mkhan chen nam mkha' rgyal mtshan |
| Chinesische Bezeichnung                                           |
| Vereinfacht: 洛扎堪钦•南喀坚赞                                    |
| Pinyin:Luozha Kenqin Nanka Jianzan                                |

Lhodrag Khenchen Namkha Gyeltshen  (tib. lho brag mkhan chen nam mkha' rgyal mtshan; geb. 1326; gest. 1401) war ein früher Kadam- und Nyingma-Meister  des tibetischen Buddhismus, ein Guru und Schüler von Tsongkhapa. Er war der einunddreißigste in der Linie der Lamas der Lamrim-Linie.
Die Gesammelten Werke von Lhodrag Namkha Gyaltshen (lHo brag Nam mkha' rgyal mtshan gyi gsung 'bum) wurden von  Tendzin Tshewang 2004 herausgegeben und fanden Aufnahme in der tibetischen Buchreihe  gangs can rig mdzod.

## Werke
- ལྷོ་བྲག་ཎམ་མཁའ་རྒྱལ་མཚན་གྱི་གསུང་འབུམ་ / lho brag nam mkha' rgyal mtshan gyi gsung 'bum. gangs can rig mdzod 39-40. Danzhen Ciwang 旦真次旺 (Hrsg.) 1. Aufl. Dez. 2004  2 Bde.）